# Wendelin Manser
Wendelin Manser (* 1960 in Zürich) ist ein Schweizer Unternehmer und ehemaliger Politiker (SVP).

## Leben
Nach der 1981 abgeschlossenen Ausbildung zum Werkzeugmacher bildete er sich zum Betriebsfachmann mit eidgenössischem Fachausweis weiter. Ab 1988 baute er die US-Tochtergesellschaft der Heule Werkzeuge AG auf, die Heule Tool Corporation. Ab Mitte der 1990er Jahre war Manser Verkaufsleiter von Symantec und Macromedia (heutige Adobe). Ab 1998 gründete er mehrere eigene Unternehmen im In- und Ausland (WM-Marketing, Fahnen24 AG, Streetpromotion GmbH, Sportsevision AG, Swiss Online Retail AG). Von 2000 bis 2006 war er Mitglied des Kantonsrates des Kantons St. Gallen.